# Гревесмилен
Гревесмилен (њем. Grevesmühlen) град је у њемачкој савезној држави Мекленбург-Западна Померанија. Једно је од 91 општинског средишта округа Нордвестмекленбург. Према процјени из 2010. у граду је живјело 10.815 становника. Посједује регионалну шифру (AGS) 13058034.

## Географски и демографски подаци
Гревесмилен се налази у савезној држави Мекленбург-Западна Померанија у округу Нордвестмекленбург. Град се налази на надморској висини од 40 метара. Површина општине износи 52,3 km². У самом граду је, према процјени из 2010. године, живјело 10.815 становника. Просјечна густина становништва износи 207 становника/km².

## Међународна сарадња
| Мјесто | Држава  | Врста сарадње | Од    |
| ------ | ------- | ------------- | ----- |
|        | Шведска | партнерство   | 2003. |
| Извор  |         |               |       |